# Hypsopanchax zebra
Hypsopanchax zebra es una especie de pez de la familia de los pecílidos en el orden de los ciprinodontiformes.

## Morfología
Los machos pueden alcanzar los 5,5 cm de longitud total.

## Distribución geográfica
Se encuentran en África.